# Zmarli w lutym 2019

## Luty 2019
- 28 lutego
  - Zdzisław Antczak – polski piłkarz ręczny, medalista olimpijski (1976)[1]
  - María Benítez – chilijska polityk, minister środowiska (2010–2014)[2]
  - Stephan Ellis – amerykański basista, członek zespołu Survivor[3]
  - Nedi Gampo – indonezyjski artysta[4]
  - Jiří Pecha – czeski aktor[5]
  - André Previn – amerykański dyrygent, pianista i kompozytor[6]
  - Elliot Thomas – amerykański duchowny katolicki, biskup[7]
- 27 lutego
  - Rabindra Prasad Adhikari – nepalski polityk, minister kultury i turystyki[8]
  - Władisław Fiedosiejew – rosyjski dramaturg i scenarzysta[9]
  - Pierrette Fleutiaux(inne języki) – francuska pisarka, laureatka Nagrody Goncourtów[10]
  - Obrad Jovanović – serbski malarz[11]
  - Antoni Kapliński – polski redaktor i dyplomata, agent wywiadu, chargé d’affaires a.i. przy Stolicy Apostolskiej (1994–1995)[12]
  - Leonard Mackiewicz – polski uczestnik II wojny światowej, kawaler orderów[13]
  - Emil Mentel – polski uczestnik II wojny światowej, generał brygady WP w stanie spoczynku[14]
  - Jerry Merryman – amerykański konstruktor[15]
  - Giovanni Piana – włoski filozof[16]
  - Maria Porębska – polski psycholog, prof. dr hab.[17][18]
  - France-Albert René – seszelski polityk, premier Seszeli w latach 1976–1977, oraz prezydent w latach 1977–2004[19]
  - Doug Sandom – angielski muzyk rockowy, pierwszy perkusista The Who[20]
  - Janusz Skowron – polski muzyk jazzowy, pianista i kompozytor[21]
  - Nathaniel Taylor – amerykański aktor[22]
  - Willie Williams – amerykański lekkoatleta, sprinter[23]
- 26 lutego
  - Andy Anderson – brytyjski perkusista, członek zespołu The Cure[24]
  - Aytaç Arman – turecki aktor[25]
  - Christian Bach – argentyńska aktorka[26]
  - Hugh Fordin – amerykański producent nagrań i pisarz[27]
  - Gleb Gorbowski(inne języki) – rosyjski poeta[28]
  - Tony Honore – brytyjski prawnik[29]
  - Paul Jaschke – niemiecki piłkarz[30]
  - Mariusz Makowski – polski muzealnik i publicysta[31][32]
  - Charles McCarry(inne języki) – amerykański pisarz[33]
  - Ivar Nilsson – szwedzki łyżwiarz szybki[34]
  - Jiří Pomeje – czeski aktor i producent filmowy[35]
  - Dennis Richardson – amerykański polityk[36]
  - Andrejs Žagars – łotewski aktor[37]
- 25 lutego
  - Janet Asimov, amerykańska pisarka SF, psychiatra i psychoanalityk; żona Isaaca Asimova[38]
  - Peter Fox – angielski rugbysta i trener[39]
  - Mark Hollis – brytyjski muzyk, wokalista, lider i członek zespołu Talk Talk[40][41]
  - Waldo Machado da Silva – brazylijski piłkarz, reprezentant kraju[42]
  - Igor Małaszenko – rosyjski przedsiębiorca, założyciel telewizji NTV[43]
  - Tadeusz Raczkiewicz – polski rysownik i scenarzysta komiksowy[44]
  - Jeraldine Saunders(inne języki) – amerykańska pisarka[45]
  - Lisa Sheridan – amerykańska aktorka[46]
  - Wiesław Słomka – polski działacz partyjny i gospodarczy, wicewojewoda skierniewicki[47]
  - Nelson Zeglio – brazylijski piłkarz[48]
- 24 lutego
  - Paul Blackwell – australijski aktor[49]
  - Ernst-Wolfgang Böckenförde – niemiecki prawnik, sędzia, profesor prawa konstytucyjnego, myśliciel polityczny[50]
  - Wiesław Ciechanowicz – polski specjalista z dziedziny badań systemowych, energii i środowiska, prof. dr hab. inż.[51][52]
  - Charles Craig – amerykański aktor[53]
  - Ian Eliason – nowozelandzki rugbysta[54]
  - Aleksander Gajdek – polski polityk i ślusarz, poseł na Sejm PRL VI i VII kadencji (1972–1980)[55]
  - Antoine Gizenga – kongijski polityk, premier Konga w latach 1960–1961 oraz 2006–2008[56]
  - Mieczysław Kaczanowski – polski dziennikarz, działacz opozycji w okresie PRL[57][58]
  - Li Xueqin – chiński historyk, archeolog i paleograf[59]
  - Donald Macdonald – szkocki rugbysta[60]
  - Nyandika Maiyoro – kenijski lekkoatleta, długodystansowiec[61]
  - Mac Wiseman – amerykański piosenkarz[62]
  - Lothar Zenetti – niemiecki teolog i poeta[63]
- 23 lutego
  - Marella Agnelli – włoska modelka[64]
  - Krzysztof Birkenmajer – polski geolog, polarnik, profesor[65]
  - Zbigniew Dobrowolski – polski narciarz, panczenista, saneczkarz i działacz sportowy[66][67]
  - Ira Gitler – amerykański historyk jazzu i dziennikarz muzyczny[68]
  - Katherine Helmond – amerykańska aktorka[69]
  - Lew Kołodub – ukraiński kompozytor[70]
  - Tadeusz Kraśko – polski dziennikarz, publicysta[71]
  - Dorothy Masuka – południowoafrykańska piosenkarka jazzowa pochodząca z Zimbabwe[72]
- 22 lutego
  - Bob Adams – kanadyjski lekkoatleta, wieloboista[73]
  - Frank Ballance – amerykański polityk[74]
  - Paolo Brera – włoski dziennikarz, pisarz, tłumacz[75]
  - Clark James Gable – amerykański aktor i prezenter telewizyjny, wnuk Clarka Gable[76]
  - Jan (Stojkow) – bułgarski duchowny prawosławny, biskup[77]
  - Kodi Ramakrishna – indyjski reżyser filmowy[78]
  - Brody Stevens – amerykański aktor[79]
  - Stanisław Szmidt – polski duchowny katolicki, salezjanin, autor książek, artykułów i pieśni religijnych w tym między innymi „Barki”[80]
  - Morgan Woodward – amerykański aktor[81]
  - Jan Stanisław Zioberski – polski uczestnik podziemia niepodległościowego w czasie II wojny światowej oraz opozycji w okresie PRL[82]
- 21 lutego
  - Jean-Christophe Benoît – francuski śpiewak operowy, baryton[83]
  - Bernard Berg – luksemburski polityk i związkowiec, deputowany, minister (1974–1979, 1984–1989), wicepremier (1976–1979)[84]
  - Franciszek Cybula – polski duchowny katolicki, ksiądz prałat, kapelan Prezydenta RP w latach 1990–1995[85]
  - Anna Dmoszyńska – polska specjalistka chorób wewnętrznych, hematologii i transplantologii klinicznej, prof. dr hab.[86]
  - Stanley Donen – amerykański reżyser filmowy, twórca musicali[87]
  - Daria Jegoryczewa – rosyjska aktorka[88]
  - Alojzy Orszulik – polski duchowny katolicki, biskup łowicki, kawaler Orderu Orła Białego[89]
  - Antonia Rey – amerykańska aktorka pochodzenia kubańskiego[90]
  - Józefa Słupiańska – polska zakonnica ze Zgromadzenia Sióstr Miłosierdzia św. Wincentego à Paulo, uczestniczka powstania warszawskiego[91]
  - Peter Tork – amerykański aktor i piosenkarz[92]
  - Hilde Zadek – niemiecka śpiewaczka operowa, sopranistka[93]
- 20 lutego
  - Chelo Alonso – kubańska aktorka i tancerka[94]
  - Dominick Argento – amerykański kompozytor[95][96]
  - Fred Foster – amerykański reżyser nagrań, autor piosenek, producent związany z muzyką country[97]
  - Olivia García – meksykańska aktorka[98]
  - Joe Gibbon – amerykański baseballista[99]
  - Claude Goretta – szwajcarski reżyser filmowy[100]
  - Kemal Karpat – turecki historyk[101]
  - Gerard Koerts – holenderski muzyk i kompozytor[102]
  - Giulli Mubariakowa – radziecka aktorka i reżyserka, pochodzenia baszkirskiego[103]
  - Augustus Richard Norton – amerykański politolog i antropolog[104]
  - Vinny Vella – amerykański aktor[105]
  - Ekkehard Wlaschiha – niemiecki śpiewak operowy, baryton, laureat nagrody Grammy[106]
  - Artur Wołosz – polski historyk, publicysta, sędzia i działacz strzelecki, wykładowca akademicki[107]
- 19 lutego
  - Giulio Brogi – włoski aktor[108]
  - Christine Gloger – niemiecka aktorka[109]
  - Andrzej Tadeusz Knap – polski specjalisty w dziedzinie aerodynamiki, dr hab. inż.[110][111]
  - Karl Lagerfeld – niemiecki projektant mody, artysta i fotograf[112]
  - Witold Millo – polski architekt[113]
  - Yerodia Ndombasi – kongijski polityk, wiceprezydent Konga (2003–2006)[114]
  - Don Newcombe – amerykański baseballista[115]
  - João Paulo dos Reis Velloso – brazylijski ekonomista i polityk[116]
  - Marko Samardžija – chorwacki językoznawca[117]
  - Namvar Singh(inne języki) – indyjski pisarz[118]
  - Jewgienij Stiepanow – rosyjski pisarz i filolog[119]
  - Natalja Tierientjewa – rosyjska aktorka[120]
  - Tadeusz Wierzbicki – polski ekonomista, prof. zw. dr hab., rektor Uniwersytetu Szczecińskiego w latach 1989–1993[121][122]
  - Abdoulaye Yerodia Ndombasi – kongijski (zairski) polityk, rebeliant, minister spraw zagranicznych (1999–2000), wiceprezydent (2003–2006)[123]
- 18 lutego
  - Wallace Smith Broecker – amerykański geofizyk, pionier badań nad globalnym ociepleniem[124]
  - Ragnar Christiansen – norweski polityk, minister finansów (1971-1972)[125]
  - Boris Jaszyn – rosyjski aktor i reżyser filmowy[126]
  - Alessandro Mendini – włoski architekt, designer[127]
  - Stanislav Milota – czeski operator filmowy, sygnatariusz Karty 77[128]
  - Toni Myers – kanadyjska redaktor, pisarka, reżyser i producent filmowy[129]
  - Emilia Piękosz-Hynek – polska uczestniczka II wojny światowej wyróżniona tytułem Sprawiedliwy wśród Narodów Świata[130]
  - Jacek Tomasik – polski choreograf, wykładowca akademicki[131]
  - Bob Van Der Veken – belgijski aktor[132]
  - Peter Wells(inne języki) – nowozelandzki pisarz i scenarzysta filmowy[133]
  - Ryszard Zieliński – polski uczestnik II wojny światowej wyróżniony tytułem Sprawiedliwy wśród Narodów Świata[134]
- 17 lutego
  - Eduardo Bauzá – argentyński polityk, premier Argentyny (1995-1996)[135]
  - Ethel Ennis – amerykańska wokalistka jazzowa[136][137]
  - Paul Flynn – brytyjski polityk[138]
  - Kálmán Györgyi – węgierski prawnik, prokurator generalny Węgier (1990-2000)[139]
  - Mirosław Hydel – polski lekkoatleta skoczek w dal, dwukrotny mistrz Polski[140]
  - Jan Jasny – polski wynalazca i konstruktor aparatury optycznej[141][142]
  - Antons Justs – łotewski duchowny katolicki, biskup[143]
  - Władysława Niemczyk – polski biolog, prof. dr hab.[144][145]
  - Šaban Šaulić – serbski piosenkarz[146]
  - Andrzej Szybka – polski piłkarz ręczny[147]
  - Perry Wolff – amerykański producent i reżyser filmów dokumentalnych[148]
  - Irmina Zembrzuska-Wysocka – polska działaczka podziemia niepodległościowego w czasie II wojny światowej, spikerka Radia Wolna Europa[149]
- 16 lutego
  - Jerzy Bożyk – polski pianista i wokalista jazzowy[150]
  - Don Bragg – amerykański lekkoatleta, tyczkarz[151][152]
  - Mirosław Duchowski – polski malarz i projektant przestrzeni publicznych, wykładowca akademicki[153]
  - Bruno Ganz – szwajcarski aktor, reżyser, operator i montażysta[154][155]
  - Leh – polski raper[156]
  - Serge Merlin – francuski aktor[157]
  - Jerzy Miecznikowski – polski działacz państwowy i kombatancki, kawaler orderów[158]
  - Siergiej Miedwiediew – rosyjski koszykarz i trener[159]
  - Charles Mungoshi – zimbabweński pisarz, poeta i tłumacz[160]
  - Ken Nordine – amerykański wokalista jazzowy i aktor głosowy[161]
  - Li Rui – chiński polityk i historyk, sekretarz Mao Zedonga, dysydent[162]
  - Franciszek Połomski – polski prawnik, historyk, polityk, senator RP[163]
  - Silvestre Luís Scandián – brazylijski duchowny katolicki, biskup Araçuaí (1975–1981) i Vitórii (1984–2004)[164]
  - Nani Soedarsono – indonezyjska polityk, b. minister spraw społecznych[165]
- 15 lutego
  - Thomas Costello – amerykański duchowny katolicki, biskup pomocniczy Syracuse (1978–2004)[166]
  - Szamil Isajew – rosyjski piłkarz[167]
  - Ryszard Juszkiewicz – polski prawnik, historyk, badacz dziejów ziemi mławskiej, senator I i II kadencji[168]
  - Gene Littler – amerykański golfista[169]
  - Al Mahmud(inne języki) – bangladeski pisarz i poeta[170]
  - Tadeusz Makiewicz – polski historyk, prof. dr hab.[171][172]
  - Jacek Olszewski – polski kompozytor i pianista, astronom, dr hab.[173]
  - Adriano Ossicini – włoski psychiatra, nauczyciel akademicki, polityk, senator, minister rodziny i solidarności społecznej (1995–1996)[174]
  - Mohamed Purnomo – indonezyjski sprinter, olimpijczyk z 1984[175]
  - Lee Radziwill – amerykańska aktorka, działaczka społeczna[176][177]
  - Dave Smith – amerykański bibliotekarz i autor, główny archiwista Walt Disney Studios[178]
  - Gérard Vandenbroucke – francuski polityk, wieloletni mer Saint-Just-le-Martel oraz organizator tamtejszego festiwalu rysunku prasowego[179]
- 14 lutego
  - Clinton Wheeler, amerykański koszykarz (ur. 1959)
  - Michel Bernard – francuski biegacz i działacz sportowy, mistrz kraju, prezes Fédération Française d'Athlétisme (1985–1987)[180]
  - Kao Chun-ming – tajwański duchowny prezbiteriański, działacz na rzecz praw człowieka[181]
  - Kazimierz Cimochowicz – polski działacz podziemia niepodległościowego w czasie II wojny światowej oraz powojenny działacz kombatancki[182]
  - Szamil Isajew – radziecki piłkarz pochodzenia czeczeńskiego[183]
  - Igor Kryłkow – rosyjski malarz[184]
  - Andrea Levy – brytyjska pisarka[185]
  - Simon Norton – angielski matematyk[186]
  - Micha’el Nudelman – izraelski ekonomista, polityk[187]
  - Andrzej Szelc – polski informatyk[188][189][190]
  - Siergiej Zacharow – rosyjski piosenkarz[191]
- 13 lutego
  - Idriz Ajeti – albański językoznawca, b. prezes Akademii Nauk i Sztuk Kosowa[192]
  - Witalij Chmelnycki – ukraiński piłkarz[193]
  - Bibi Ferreira – brazylijska aktorka i piosenkarka[194]
  - Eric Harrison – angielski piłkarz i trener[195]
  - Miro Kusý – słowacki politolog, eseista i polityk[196]
  - Lesław Myczkowski – polski adwokat[197]
  - Kazimiera Plezia – polska polityk, posłanka na Sejm PRL VII i VIII kadencji[198]
  - Zbigniew Ratajewicz – polski elektrotechnik, wykładowca akademicki[199][200]
  - Arif Şirin – turecki piosenkarz i kompozytor[201]
  - Dezső Tandori(inne języki) – węgierski poeta i pisarz[202]
  - Floretta Zana – grecka aktorka[203]
- 12 lutego
  - Gordon Banks – angielski piłkarz, mistrz świata (1966)[204]
  - Rolf Böhme – niemiecki polityk[205]
  - David Forden – amerykański agent CIA[206]
  - W.E.B. Griffin – amerykański pisarz, korespondent wojenny[207]
  - Lyndon LaRouche – amerykański polityk[208]
  - Pedro Morales – portorykański wrestler[209][210]
  - Izabela Podhalańska – polska działaczka podziemia niepodległościowego w czasie II wojny światowej oraz powojenna działaczka kombatancka[211][212]
  - Janusz Rymwid-Mickiewicz – polski prawnik i dyplomata, ambasador[213]
  - Austin Rhodes – angielski rugbysta[214]
  - Lucjan Trela – polski pięściarz, olimpijczyk (1968)[215]
- 11 lutego
  - Alicja – księżniczka Luksemburga, Nassau i Parmy[216]
  - Vijaya Bapineedu – indyjski reżyser filmowy[217]
  - Marek Bernatowicz-Lewkowicz – polski urzędnik, ekspert w zakresie dozoru jądrowego w Polsce[218]
  - Zdzisław Drozd – polski funkcjonariusz pożarnictwa, kawaler orderów[219]
  - Metodija Fotew(inne języki) – macedoński poeta[220]
  - Tadeusz Karczewski – polski działacz podziemia niepodległościowego w czasie II wojny światowej, kawaler orderów[221]
  - Olli Lindholm – fiński piosenkarz i gitarzysta[222]
  - Sibghatullah Modżaddedi – afgański polityk, w 1992 prezydent Afganistanu[223]
  - Edmund Morawiec – polski duchowny katolicki, prof. zw. dr hab.[224][225]
  - Taiwo Ogunjobi – nigeryjski piłkarz, reprezentant kraju[226]
  - Romuald Pilaczyński – polski działacz motoryzacyjny, prekursor sportów kartingowych w Polsce, kawaler orderów[227]
  - Armida Siguion-Reyna – filipińska aktorka i piosenkarka[228]
  - Igor Simonow – rosyjski malarz[229]
  - Edward Skrętowicz  – polski prawnik, prof. dr hab.[230]
  - Anahide Ter Minassian – francuska historyczka, pochodzenia ormiańskiego[231]
- 10 lutego
  - Mahesh Anand – indyjski aktor[232]
  - Juanjo Dominguez – argentyński gitarzysta klasyczny[233]
  - Eugeniusz Dryniak – polski duchowny rzymskokatolicki[234]
  - Heinz Fütterer – niemiecki lekkoatleta, medalista olimpijski[235]
  - Robert Ghanem – libański prawnik, polityk[236]
  - Jerzy Gołos – polski muzykolog, prof. dr hab.[237]
  - Władysław Grzyb – polski działacz społeczny, ostatni klikon miejski Lublina[238]
  - Janusz Gust – polski aktor i konferansjer[239]
  - Dinualdo Gutierrez – filipiński duchowny katolicki, biskup[240]
  - Walter B. Jones Jr. – amerykański polityk[241]
  - Ewa Maziarska – polska dziennikarka i malarka[242][243]
  - Nicolas Mondejar – filipiński duchowny katolicki, biskup[244]
  - Fernando Peres – portugalski piłkarz[245]
  - Maximilian Reinelt – niemiecki wioślarz, mistrz olimpijski z Londynu[246]
  - Joe Sirola – amerykański aktor i producent filmowy[247]
  - Branko Smodlaka – chorwacki bokser i trener bokserski[248]
  - Maura Viceconte – włoska lekkoatletka[249]
  - Jan-Michael Vincent – amerykański aktor[250]
  - Siergiej Zagadkin – rosyjski pianista[251]
- 9 lutego
  - Carmen Argenziano – amerykański aktor[252]
  - Władimir Bredniew – radziecki piłkarz[253]
  - Cadet – brytyjski raper[254]
  - Cornelius Cooney – australijski polityk[255]
  - Siamion Domasz – białoruski ekonomista, polityk[256]
  - Mick Kennedy – irlandzki piłkarz[257]
  - Zbigniew Larendowicz – polski leśnik i regionalista, uczestnik II wojny światowej, kawaler orderów[258]
  - Shelley Lubben – amerykańska aktorka pornograficzna, działaczka społeczna[259]
  - Władysław Łukawski – polski architekt i konserwator zabytków, kapral podchorąży Armii Krajowej[260]
  - Petr Oliva – czeski aktor[261]
  - Fred Pickering – angielski piłkarz[262]
  - Sławomir Wachowicz – polski urzędnik[263]
  - Patricia Nell Warren(inne języki) – amerykańska pisarka[264]
  - Jan Wieczorek – polski samorządowiec, kawaler orderów[265]
  - Romuald Żmuda – polski specjalista w zakresie inżynierii i ochrony środowiska, dr hab. inż.[266][267]
- 8 lutego
  - Seweryn Bialer – polski sowietolog, profesor nauk politycznych[268]
  - Kiço Blushi – albański polityk, pisarz i scenarzysta[269]
  - Wojciech Brzechowski – polski działacz harcerski i żeglarski, kawaler orderów[270][271]
  - Marek Budzyński – polski działacz i sędzia sportowy, prekursor taekwondo w Polsce[272]
  - Fernando Clavijo – amerykański piłkarz[273]
  - Zbigniew Czajkowski – polski szermierz i trener szermierki[274]
  - Cremilda Gil – portugalska aktorka[275]
  - Jerzy Ginalski – polski projektant wzornictwa, prof. dr hab.[276][277]
  - John Haynes – brytyjski wydawca, twórca Wydawnictwa Haynes[278]
  - Hiob (Pawłyszyn) – ukraiński duchowny prawosławny, arcybiskup[279]
  - Siergiej Jurski – rosyjski aktor[280]
  - Walter Munk – amerykański oceanograf[281]
  - Robert Ryman – amerykański malarz[282]
  - Tomi Ungerer – francuski pisarz, ilustrator[283]
  - Jan Zieliński – polski specjalista gospodarki wodnej, prof. dr inż.[284][285][286]
  - Ryszard Maria Ziemak – polski fotograf[287]
- 7 lutego
  - John Dingell – amerykański polityk[288]
  - Tomasz Filipczak – polski działacz opozycyjny w PRL[289]
  - Albert Finney – brytyjski aktor[290]
  - Ludwik Herok – polski architekt[291][292]
  - Lech Kosiorowski – polski funkcjonariusz Milicji Obywatelskiej, komendant wojewódzki[293]
  - Rocky Lockridge – amerykański bokser[294]
  - Heidi Mohr – niemiecka piłkarka, reprezentantka kraju[295]
  - Jan Olszewski – polski adwokat, działacz opozycji antykomunistycznej, polityk, premier Rzeczypospolitej Polskiej w latach 1991–1992[296][297]
  - Edmund Pytel – polski nauczyciel i samorządowiec, burmistrz Chojnic (1992–1993)[298]
  - Frank Robinson – amerykański baseballista[299]
  - Jörg Schoenbohm – niemiecki generał i polityk, b. minister spraw wewnętrznych[300]
  - Salvador Távora – hiszpański aktor[301]
- 6 lutego
  - Rudolf Assauer – niemiecki piłkarz, menedżer, trener[302]
  - Wojciech Augustynowicz – polski trener judo[303][304][305]
  - Jim Dunlop Senior – amerykański producent sprzętu muzycznego, założyciel firmy Dunlop Manufacturing[306]
  - Manfred Eigen – niemiecki biofizyk, laureat Nagrody Nobla za rok 1967[307]
  - Gerald English – brytyjski śpiewak operowy[308][309][310]
  - Marcia Falkender – brytyjska polityk[311]
  - Todor Kawałdżiew – bułgarski więzień polityczny, polityk, wiceprezydent w latach 1997–2002[312]
  - Jairo do Nascimento – brazylijski piłkarz[313]
  - Rosamunde Pilcher – brytyjska pisarka[314]
  - Chakradhar Sahu – indyjski reżyser filmowy[315]
  - Ole Stephensen – duński aktor, dziennikarz i polityk[316]
  - Mariusz Szlachcic – polski architekt[317]
  - Michał Świder – polski malarz[318]
  - Tilly van der Zwaard – holenderska lekkoatletka, sprinterka[319]
- 5 lutego
  - André Boudrias – kanadyjski hokeista[320]
  - Stojan Canew – bułgarski malarz i grafik[321]
  - Robert Hubbard – amerykański konstruktor, twórca systemu HANS[322]
  - Andriej Jelcow – rosyjski malarz i grafik[323]
  - Franciszek Karpa – polski uczestnik II wojny światowej, major WP w stanie spoczynku, kawaler orderów[324][325]
  - Michaił Kasciuk – białoruski historyk[326]
  - Waldemar Klocek – polski geodeta, kawaler orderów[327]
  - Tapio Lehto – fiński lekkoatleta i golfista[328]
  - Wiesław Mincer – polski żołnierz konspiracji niepodległościowej w czasie II wojny światowej, historyk filozofii i bibliotekoznawca[329]
  - Manasa Qoro – fidżyjski rugbysta[330]
  - Wanda Tycner – polska dziennikarka, działaczka podziemia niepodległościowego w czasie II wojny światowej, dama orderów[331][332]
  - Václav Vorlíček – czeski reżyser filmowy[333]
- 4 lutego
  - Jewgienij Aleksandrow – rosyjski piłkarz[334]
  - Giampiero Artegiani – włoski piosenkarz i autor tekstów[335]
  - Nita Bieber – amerykańska aktorka[336]
  - Ryszard Bodalski – polski chemik, profesor Politechniki Łódzkiej[337]
  - Isacio Calleja – hiszpański piłkarz[338]
  - Krzysztof Jeżyna – polski duchowny i teolog katolicki, dr hab.[339]
  - Stanisław Karpiel – polski architekt[340][341]
  - Wiesław Klimczak – polski dziennikarz, polityk i działacz społeczny[342]
  - John Otho Marsh Jr. – amerykański polityk[343]
  - Matti Nykänen – fiński skoczek narciarski, wielokrotny mistrz olimpijski i mistrz świata, czterokrotny zdobywca Pucharu Świata[344]
  - Leonie Ossowski – niemiecka pisarka[345]
  - Wiaczesław Owczinnikow – rosyjski kompozytor muzyki filmowej[346]
  - Aleksander Pawelec – polski uczestnik II wojny światowej, Honorowy Obywatel Gminy Wejherowo[347]
  - Zbigniew Penherski – polski kompozytor[348]
  - Piotr Pertek – polski wykładowca akademicki, pułkownik WP,  dyrektor Centrum Informacyjnego MON[349][350]
  - Stanisław Sarwicki – polski uczestnik II wojny światowej, kawaler orderów[351]
  - Stefan Siejka – polski działacz podziemia antykomunistycznego, kawaler orderów[352]
  - Mohamed Ofei Sylla – gwinejski piłkarz[353]
  - Zbigniew Szczepkowski – polski kolarz, instruktor kolarstwa, żołnierz, trener, olimpijczyk[354]
  - Izzy Young – amerykański promotor muzyczny, folklorysta[355]
- 3 lutego
  - Julie Adams – amerykańska aktorka[356][357]
  - Novak Bosković – serbski piłkarz ręczny[358]
  - Decl – rosyjski wykonawca muzyki hip-hop, reggae i dancehall[359]
  - Carmen Duncan – australijska aktorka[360]
  - Bob Friend – amerykański baseballista[361]
  - Zbigniew Iwański – polski lekkoatleta[362]
  - Kiyoshi Koyama – japoński dziennikarz muzyczny i producent jazzowy[363]
  - Irving Lavin – amerykański historyk sztuki[364]
  - Jerzy Napiórkowski – polski menedżer i działacz partyjny, wiceminister finansów (1986–1990)[365]
  - Jüri Pihl – estoński polityk, minister spraw wewnętrznych w latach 2007–2009[366]
  - Wasyl Siomucha(inne języki) – białoruski tłumacz[367]
  - Kristoff St. John – amerykański aktor[368]
- 2 lutego
  - Walter Edyvean – amerykański duchowny katolicki, biskup[369]
  - Carol Emshwiller(inne języki) – amerykańska pisarka[370]
  - Jewgienij Gusiew – rosyjski poeta[371]
  - Imrich Kružliak(inne języki) – słowacki poeta, publicysta i historyk[372]
  - Tim Landers – amerykański muzyk rockowy[373]
  - Wincenty Pugacewicz – polski duchowny prawosławny[374]
  - Bill Sims – amerykański muzyk bluesowy[375]
  - Omar Wehbe – argentyński piłkarz[376]
  - Zofia Zużałek – polska uczestniczka II wojny światowej, dama orderów[377]
- 1 lutego
  - Bożena Aksamit-Jasińska – polska dziennikarka[378]
  - Jeremy Hardy – brytyjski komik[379]
  - Ursula Karusseit – niemiecka aktorka[380]
  - Mieczysław Mełnicki – polski dżokej[381]
  - Edit Perényiné Weckinger – węgierska gimnastyczka sportowa[382]
  - Bronisław Rudowicz – polski ekonomista, rektor Uniwersytetu Gdańskiego w latach 1982-1984[383][384]
  - Florian Skulski – polski śpiewak operowy (baryton), solista Opery Bałtyckiej[385][386]
  - Josef Sorinow – izraelski piłkarz[387]
  - Clive Swift – brytyjski aktor[388]
  - Jan Kazimierz Szyszkowski – polski wykładowca akademicki, doktor habilitowany, pułkownik WP w stanie spoczynku[389]

data dzienna nieznana
- Edward Byrtek – polski muzyk ludowy, dudziarz, laureat Nagrody im. Oskara Kolberga[390][391][392]
- Richard Churchill – angielski oficer RAF, uczestnik II wojny światowej w tym ucieczki ze Stalagu Luft III[393]
- Janusz Kopciał – polski bibliotekarz, nauczyciel i wydawca[394][395]
- Mirosław Koźmin – polski dziennikarz śledczy[396]
- Ross Lowell – amerykański wynalazca[397]
- Danuta Marek – polska historyk sztuki, kustosz zamku w Gołuchowie, Honorowy Obywatel Gminy Gołuchów[398][399]
- Adam Mikiciuk – polski trener koszykówki[400]
- Janina Piotrowska – polska nauczycielka i działaczka harcerska, Honorowy Obywatel Miasta Kalisza[401]
- Jadwiga Sediwy – polska uczestniczka II wojny światowej, Honorowa Obywatelka Miasta Brzeska[402]
- Jackie Shane – amerykańska piosenkarka stylu soul i rhythm and blues[403]
- Edward Szczerbiński – polski uczestnik II wojny światowej, kawaler orderów[404]
- Zbigniew Antoni Żechowski – polski socjolog, prof. dr hab.[405]